# 穆亞區

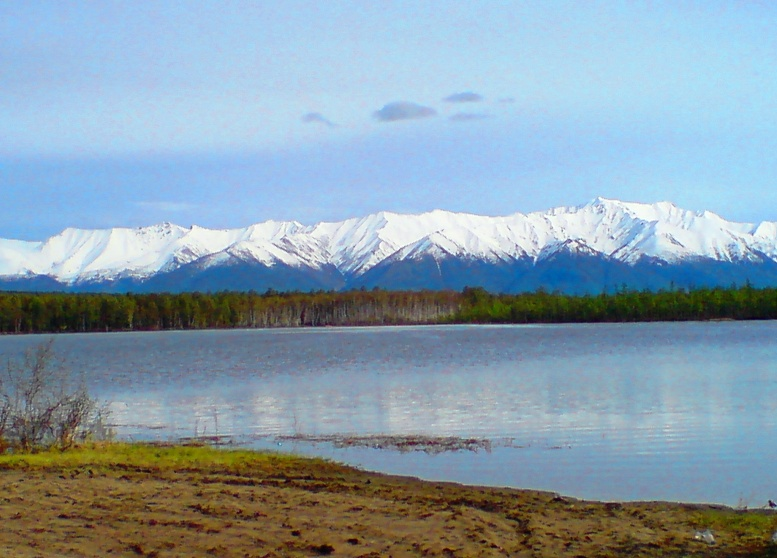

56°20′N 114°54′E / 56.333°N 114.900°E
穆亞區（俄语：Муйский район），是俄羅斯的一個區，位於該國南部，由布里亞特共和國負責管轄，始建於1989年10月23日，面積25,164平方公里，2010年人口13,142，人口密度每平方公里0.52人。